# Herbert Berghof
Herbert Berghof (* 13. September 1909 in Wien, Österreich-Ungarn; † 5. November 1990 in New York City) war ein österreichisch-US-amerikanischer Schauspieler, Regisseur und Schauspiellehrer. Gemeinsam mit seiner zweiten Frau Uta Hagen gründete er 1945 das HB Studio, eine namhafte Schauspielschule in Greenwich Village.

## Schauspieler
Herbert Berghof war Sohn eines Bahnhofsvorstehers. Neben einem Studium an der Universität Wien absolvierte er eine Schauspielausbildung bei Max Reinhardt, der ihn schließlich sowohl im Theater in der Josefstadt, als auch 1937 – mit nur 27 Jahren – als Tod in seiner Jedermann-Inszenierung bei den Salzburger Festspielen einsetzte. In Wien spielte er auch im Kabarett ABC. Berghof gastierte aber auch in Berlin und Zürich, gehörte vorübergehend dem Ensemble Literatur am Naschmarkt an und spielte 1936 – neben Zarah Leander – in der Uraufführung von Axel an der Himmelstür, einer Operette von Ralph Benatzky, im Theater an der Wien.
Nach dem Anschluss Österreichs 1938 floh er in die Schweiz und ging 1939 in die Vereinigten Staaten. Er verdiente dort zunächst seinen Lebensunterhalt als Schauspiellehrer, konnte jedoch ab den späten 1940er Jahren erneut als Schauspieler am Broadway und schließlich auch in Hollywood reüssieren. Sein erster Bühnenerfolg in Amerika war 1949 die Rolle des Bartholdi in Miss Liberty, einem Musical von Irving Berlin nach einem Skript von Robert E. Sherwood mit 308 Aufführungen. Sein erster Hollywood-Film war 1951 Der Fall Cicero (im Original: Five Fingers), ein Thriller von Joseph L. Mankiewicz, in dem er den deutschen Hauptmann von Richter verkörperte. In den Folgejahren war er zwar überwiegend in TV-Serien beschäftigt, kehrte jedoch immer wieder nach Hollywood zurück: 1963 in Cleopatra neben Elizabeth Taylor und Richard Burton, 1974 in Harry und Tonto von Paul Mazursky, 1980 in Deine Lippen, deine Augen mit Tom Hulce.

## Regisseur
Berghof wagte bereits 1956 Samuel Becketts Warten auf Godot im John Golden Theatre am Broadway herauszubringen – mit Geoffrey Holder als Lucky, E. G. Marshall und später Earle Hyman als Vladimir, Rex Ingram als Pozzo, Bert Lahr und später Mantan Moreland als Estragon prominent besetzt. Er erzielte einen respektablen Erfolg bei Presse und Publikum, auch wenn die Produktion nicht lange lief.

## Lehrer

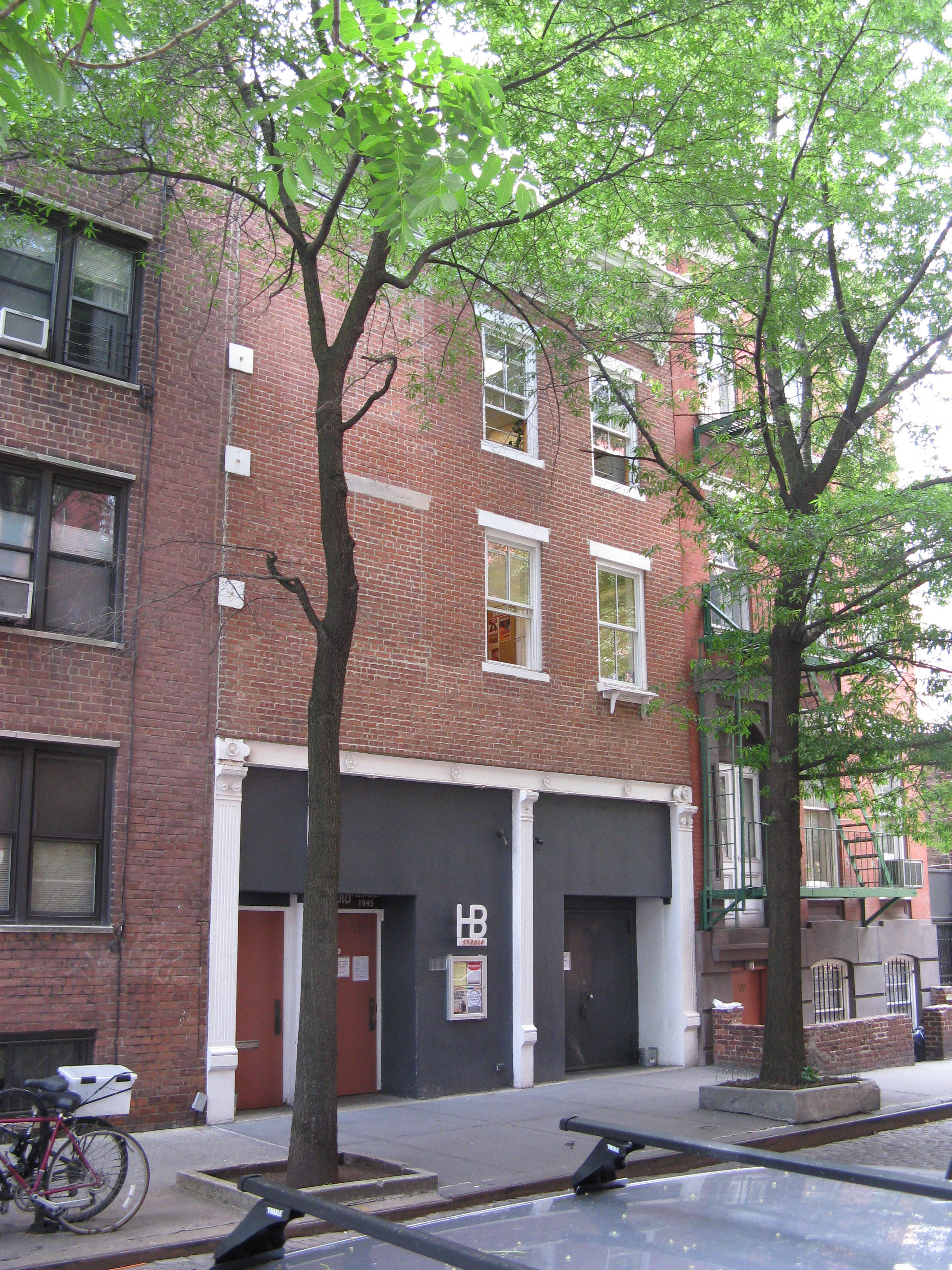
Das HB Studio in Manhattan

Berghof starb 1990 an Herzschwäche in Manhattan, The New York Times würdigte ihn als „einen der bedeutendsten Schauspiellehrer der Nation“. An seinem Herbert Berghof Studio in New York unterrichtete er gemeinsam mit seiner Ehefrau seit 1945 zahlreiche (später) berühmte Schauspieler, darunter Jack Lemmon, Al Pacino, Liza Minnelli, Robert De Niro, Jeff Bridges, Geraldine Page, Fritz Weaver, Anne Bancroft, John Leguizamo und Matthew Broderick.

## Filmografie (Auswahl)
- 1951: Der Fall Cicero (Five Fingers)
- 1952: Kurier nach Triest (Diplomatic Courier)
- 1952: Budapest antwortet nicht (Assignment – Paris!)
- 1952: Endstation Mars (Red Planet Mars)
- 1958: Fräulein
- 1963: Cleopatra
- 1974: Harry und Tonto (Harry and Tonto)
- 1976: Solange die Liebe lebt (Dark Victory; Fernsehfilm)
- 1979: Stimmen der Liebe (Voices)
- 1980: Times Square – Ihr könnt uns alle mal (Times Square)
- 1980: Deine Lippen, deine Augen (Those Lips, Those Eyes)
- 1985: Target – Zielscheibe (Target)

## Theater
- 1930: V. Kirchon, A. Ouspensky: Rost (Dmitri Lutikow) – Regie: Günther Stark (Volksbühne Theater am Bülowplatz Berlin)
- 1930: Georg Kaiser: Mississipi (Offizier) – Regie: Hans Hinrich (Volksbühne Theater am Bülowplatz Berlin)
- 1931: George Bernard Shaw: Der Mann des Schicksals (Leutnant) – Regie: Günther Stark (Volksbühne Theater am Bülowplatz Berlin)
- 1931: William Shakespeare: Die Komödie der Irrungen (Antipholis von Syrakus) – Regie: Karl-Heinz Stroux (Volksbühne Theater am Bülowplatz Berlin)
- 1932: Alexander Moissi: Der Gefangene (Junger Offizier) – Regie: Jacob Geis (Volksbühne Theater am Bülowplatz Berlin)
- 1933: Ludwig Hirschfeld, Rudolf Österreicher: Auslandsreise – Regie: ? (Berliner Theater)
- 1933: René Fauchois: Achtung! Frisch gestrichen! (Liebhaber) – Regie: Victor Barnowsky (Komödienhaus Berlin)
- 1936: Ralph Benatzky: Axel an der Himmelstür – Regie: Arthur Hellmer (Theater an der Wien)